# 京の花街
京の花街（きょうのかがい/はなまち）では、京都にある花街について述べる。
今日、京都には上七軒、祇園甲部、先斗町、祇園東、宮川町、および嶋原の6つの花街があり、これらを総称して京都の六花街と呼ぶことがある。また、嶋原以外の京都花街組合連合会に加盟する5地区を総称して五花街と呼ぶこともある。2014年3月、京都市は「京都をつなぐ無形文化遺産」に「京・花街の文化」（「五花街」と「島原」の文化）を選定した。
京都伝統技芸振興財団（おおきに財団）によれば、京都五花街で、2019年4月に芸妓は175人、舞妓は79人、2024年4月に芸妓は155人、舞妓は56人。

## 六花街

### 上七軒

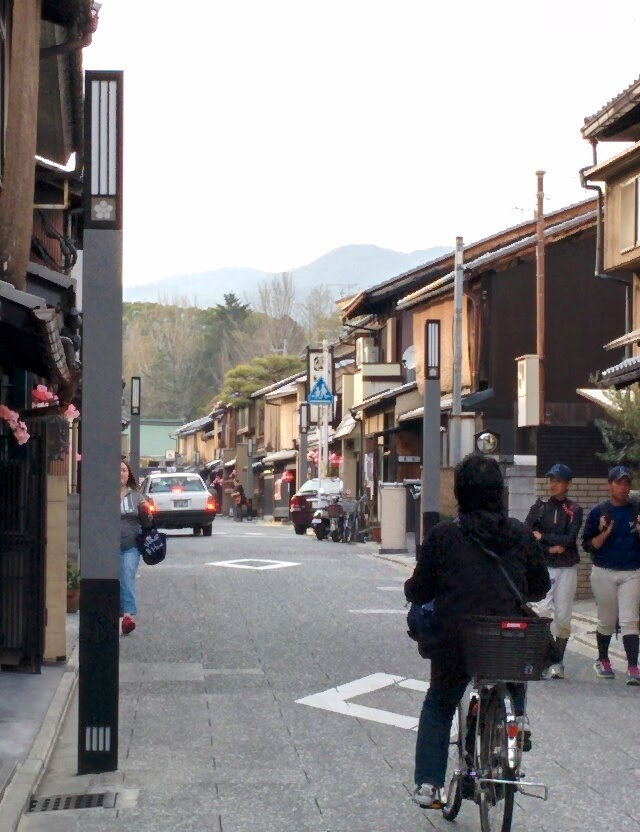
上七軒

京都市上京区真盛町から社家長屋町に位置する。 室町時代に北野天満宮の再建の際に残った機材を使って7軒の茶店を建てた。これが「上七軒」の由来で、桃山時代に豊臣秀吉が北野で大茶会を開いた折に茶店側は団子を献上したところ大いに誉められて以来、また西陣の結びつきで花街としての繁栄を極める。毎年春になると『北野をどり』が上演されて少数ながらにして良い技芸を磨き披露している。

### 祇園甲部

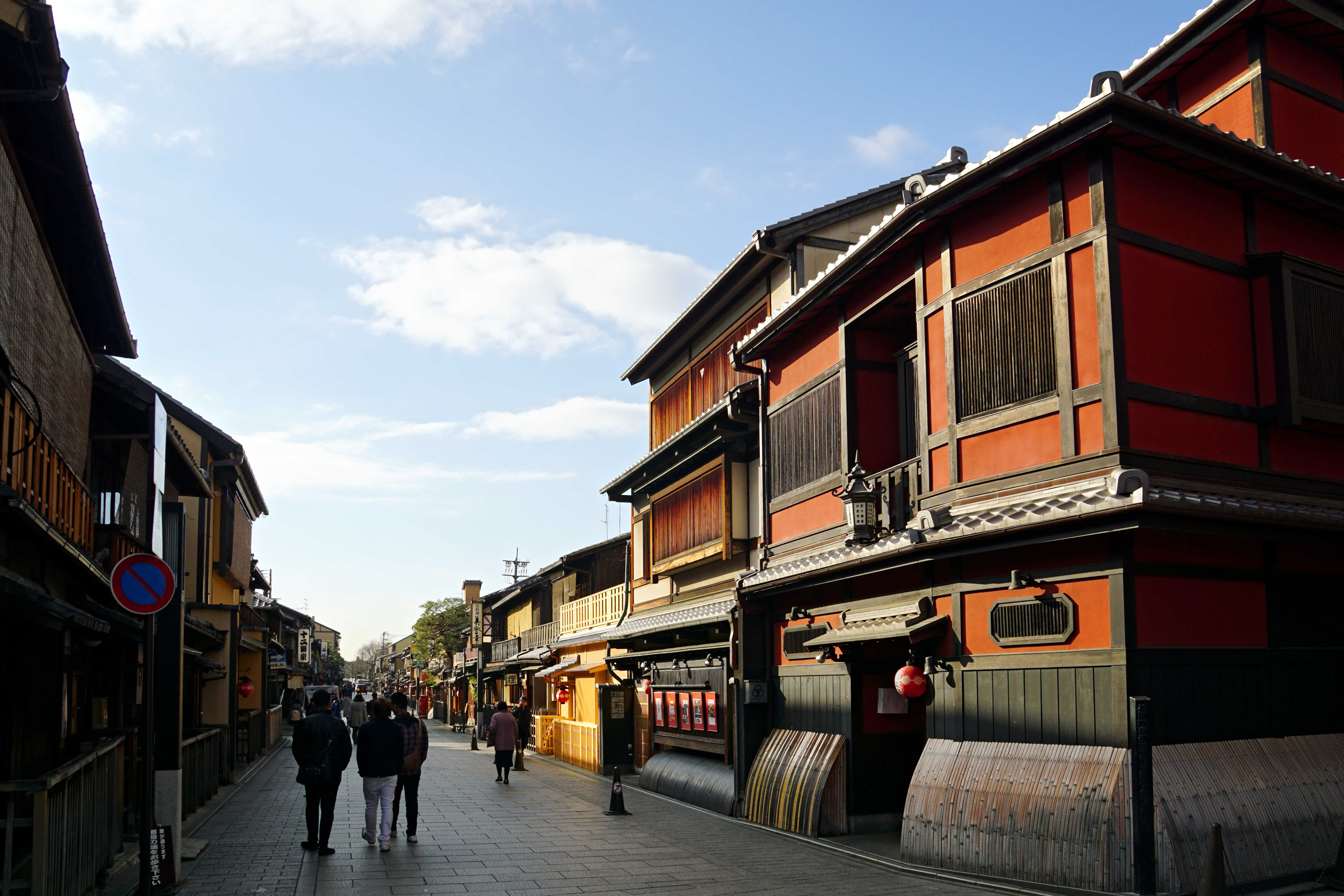
祇園甲部

京都で最大の花街で日本国内のみならず海外でも知られている。江戸時代初期に八坂神社の門前で水茶屋を営業したのが始まりで以後、花街として発展し正式に許可された。このときに団子をモチーフにした紋章が作られ、現在も祇園甲部と祇園東の紋章として使われている。江戸末期にはお茶屋が500軒、芸妓、舞妓、娼妓合わせて1000人以上いたという。明治5年、東京奠都で寂れかけた京都を立て直そうと槇村正直が博覧会の余興として都をどりが上演された。振り付けの担当が三世井上八千代（本名　片山春子）が務めた。以後、祇園の舞は井上流一筋となる。祇園は多くの歌人や政治家等の著名人たちによって愛された。

### 先斗町

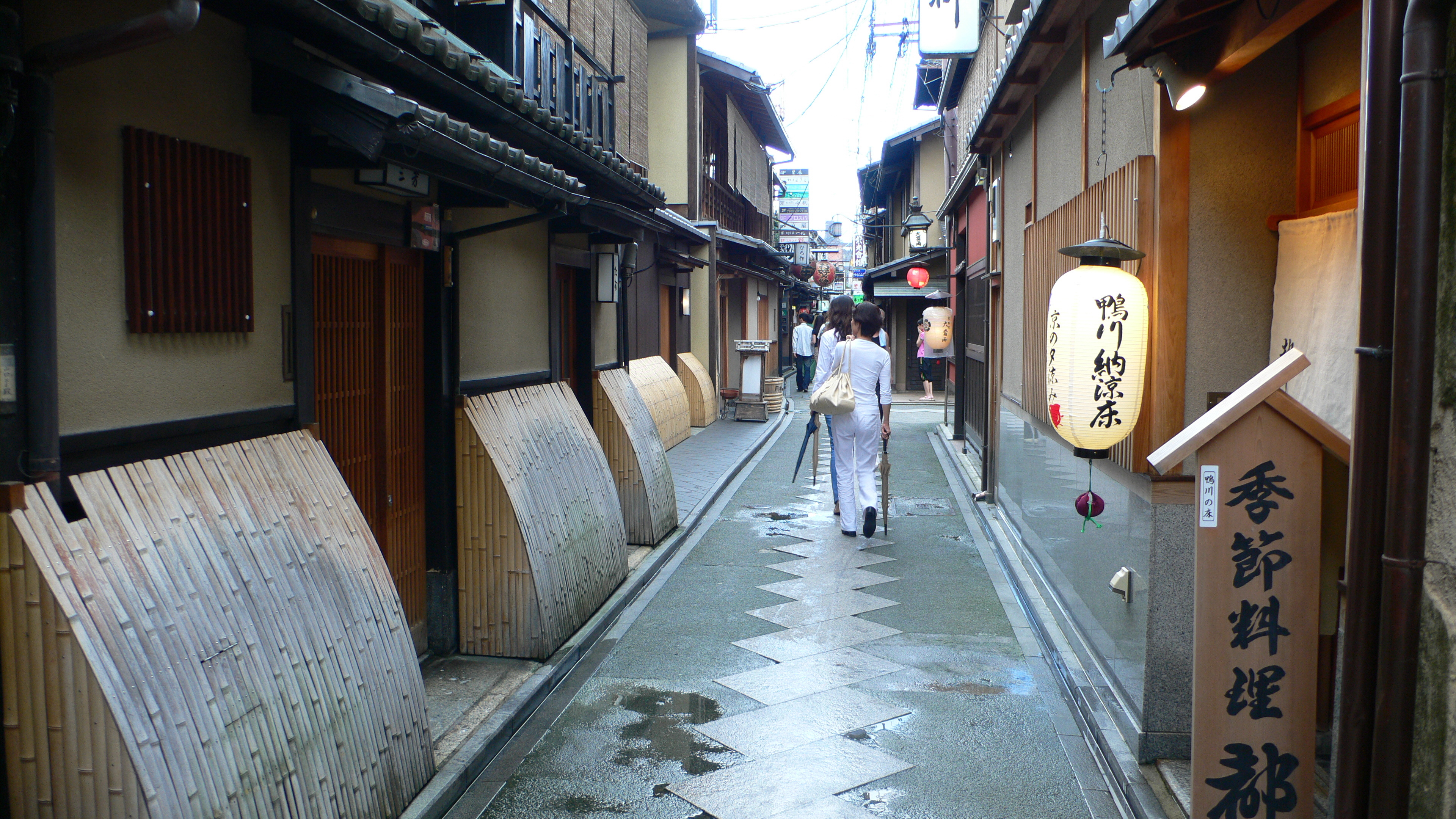
先斗町

京都市中京区に位置し、鴨川と木屋町通の間にある花街。もともとは鴨川の州で、江戸時代初期に護岸工事で埋立てられ、新河原町通と呼ばれていた。この地に水茶屋が初めてもうけられたのは正徳二年（1712年）の頃といわれ、 初めは高瀬川を上り下りする高瀬舟の船頭や旅客目当ての旅籠屋が茶立女を置いていた。安政六年（1859年）になって芸者嫁業の公許が下り、花街としての花を開かせた。明治5年（1872年）には都をどりとともに鴨川をどりが初演されて以来、先斗町は祇園と並ぶ花街として有名になった。

### 祇園東
京都市東山区、四条花見小路上る東側に位置する花街。明治に入り祇園甲部から分離独立し、甲部に対し『祇園乙部』と称された。乙部は主に娼妓数が多かった。

### 嶋原

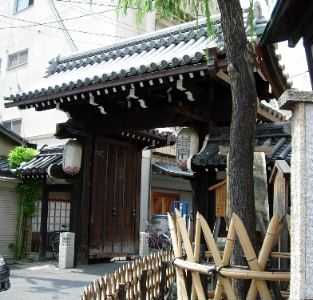
島原大門

京都市下京区に位置する京都五花街の源流となった花街。正式名称は西新屋敷で6つの町（上之町、中之町、中堂寺町、太夫町、下之町、揚屋町）で構成されている。室町時代に公許された日本で最初の廓が三度の移転を経て嶋原と呼ばれるようになった。昭和時代後期に衰退し、京都花街組合連合会を脱会したため「京都の五花街」には含まれない。

### 宮川町

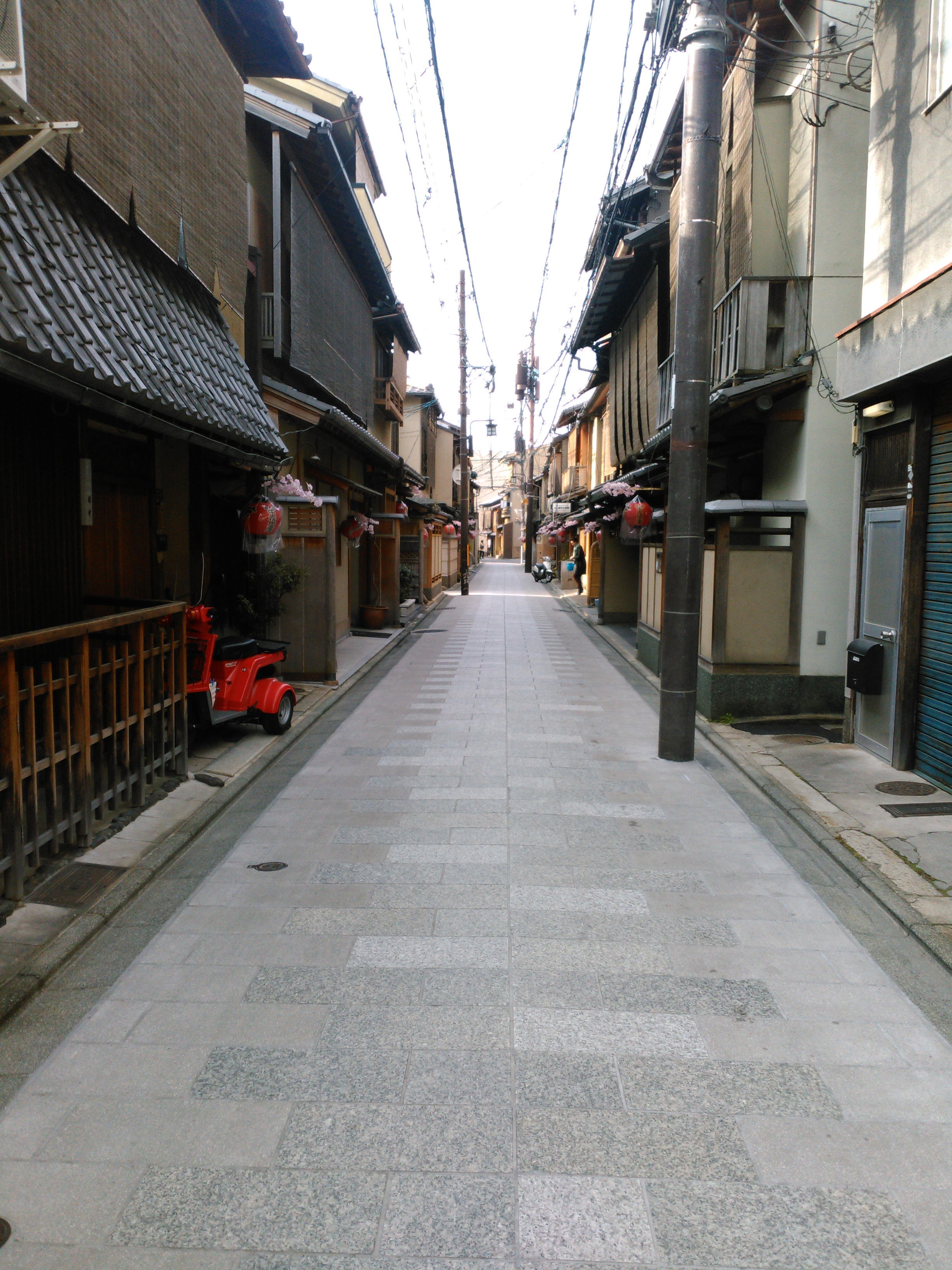
宮川町

京都市東山区に位置しており、宮川筋二丁目から六丁目までが花街。出雲阿国の歌舞伎踊りの時代から始まり、最初は若衆歌舞伎の小屋と茶屋が立ち並び10代の少年が接待をしていたので｢陰間｣と呼ばれていた花街だった。その後形態が変わり宝暦年間、正式に認可された。明治、大正、昭和33年3月15日の売春防止法施行までは遊廓であり、今でも遊廓時代の建物が残っている。

## 花街のをどり
- 都をどり　4月1日から30日にかけて祇園甲部歌舞練場で開催される祇園甲部の舞踊公演。
- 鴨川をどり　5月1日から24日にかけて先斗町歌舞練場で上演され、京の花街の中で最も上演回数が多い。
- 京おどり　4月初旬から下旬にかけて宮川町歌舞練場で上演する。
- 北野をどり　4月15日から25日にかけて上七軒歌舞練場で上演する。
- 祇園をどり　11月1日から10日まで祇園会館（祇園東）で行われ、唯一秋に上演される花街の「をどり」

このほか、祇園甲部、上七軒、先斗町、宮川町では秋にも趣向を変えて踊りの会を開催している
（祇園甲部「温習会」、上七軒「寿会」、先斗町「水明会」、宮川町「みずゑ会」）。
また「おおきに財団」主催の「五花街合同公演」が毎年6月中旬に上演される。

## かつて存在していた花街（遊廓）
※ 時代・年代は廃止した時期を表す。

### 京都市内

#### 明治～大正期
- 清水新地　1873年（明治6年）、消滅。
- 辰巳新地　1873年（明治6年）、消滅。
- 白梅図子　1874年（明治7年）、消滅。
- 三本木　　1876年（明治9年）、消滅。
- 壬生　　　1880年（明治13年）、消滅。
- 下河原　　1886年（明治19年）、祇園甲部に合併。
- 二条新地　1887年（明治20年）、廃止。
- 墨染　　　1911年（明治44年？）、消滅。
- 五条橋下　1912年（大正初期？）～、七条新地に合併。

#### 昭和初期
- 下の森　　1926年（昭和初期？）頃、消滅。

#### 売春防止法施行まで営業
- 五番町
- 七条新地（施行後は五条楽園に改称したが2011年、解散）
- 撞木町

#### 売春防止法以後
- 中書島　　1970年（昭和45年）、廃止。

### 京都府内
- 旭検（宇治市）
- 都検（同上）
- 新浜（宮津市）
- 朝代（舞鶴市）
- 加津良（同上）
- 竜宮（同上）
- 橋本（八幡市）
- 月見町（綾部市）
- 猪崎（福知山市）

## 映画
- 祇園の姉妹
- 祇園囃子（1934年）
- 祇園囃子（1953年）
- 偽れる盛装
- 五番町夕霧楼
- 舞妓物語
- おもちゃ
- SAYURI
- 舞妓Haaaan!!!
- はんなり～Hannari--Geisya Modern　（2006、アメリカ・サクラプロダクション、ドキュメンタリー映画）
- Real Geisha Real Women　（ドキュメンタリー）
- 舞妓はレディ

## テレビドラマ
- 舞妓さんは名探偵 （1988年、1989年、1990年  テレビ朝日　酒井法子主演）
- 舞妓さんは名探偵!（1999年　テレビ朝日　木曜ミステリーシリーズ　酒井美紀主演）
- 恋する京都（2004年　NHK　鶴田真由 主演）
- 京都へおこしやす!（2008年　毎日放送　中村玉緒、大路恵美主演）
- だんだん（2008年-2009年　NHK　朝の連続テレビ小説 三倉茉奈、三倉佳奈主演 舞妓役は三倉佳奈）
- 舞妓さんちのまかないさん（2023年　Netflix  森七菜主演）

## 漫画
- 舞妓さんちのまかないさん（2017年、小山愛子原作の漫画）

2021年～22年にかけてNHKワールドJAPAN、NHKEテレでテレビアニメ版が放送。
2022年にNetflixでテレビドラマ版が放送されることが発表された。